# 电磁波音
电磁波音是指在特殊情况下电磁波转换为声波进而被人们听见的声音。这种声音一般在大型流星，即火流星的坠落过程中产生。英文为electrophonic sound。
亦有人认为其他一些不寻常的声音也属于电磁波音。比如在闪电出现的一瞬间听见的异响（并非雷声），或是伴随极光发生的声音。下文中主要对火流星的电磁波音进行说明。

## 总览
关于人们听见有声音随火流星发生的记录已经存在了很长时间。其特点是在看见火球的同时就能听见声音。据流星观测者描述，它听起来像是连续的呼啸声、嘶嘶声或短暂的噼啪声。
考虑到流星一般距观测者有数十千米以上，如果声源是流星本身，那么声波从流星所在位置传播到地面的观测者至少也要几分钟的时间，而这与观测者的体验明显不符。由于难以给出科学的解释，同时发生频率又很低，长期以来人们一直怀疑这种声音是否只是幻觉。
在20世纪60年代有理论提出流星音是由强靜電場产生的电晕放电声，但是并没有引起多大关注，相信这种声音实际存在的研究人员少之又少。
直到1980年才出现转机，有人将电磁波音作为实际的现象来进行科学研究。 澳大利亚纽卡斯尔大学的天文学家柯林·凯伊(Colin Keay)提出理论称，流星的等离子体所产生的电磁波段频率覆盖了听频范围，即人耳能听到的声波频率范围（就无线电波波段来说是甚低频到極低頻）。这部分电磁波以光速到达观测者，并在适当的条件下转换为声波，进而被观测者听到。
凯伊还在实验室证明了低频无线电波确实可以通过与某些结构的交互作用而发出声音，并且成功将它录了下来。
虽说如此，有不少观测结果与凯伊的理论预测并不一致。而且这种电波具体怎样产生，又如何转换为强到能被听见的声波？这些机制都不清楚，这使得电磁波音仍然是一种罕见而神秘的自然现象。

## 流星的电磁波音

### 流星音
从地球上观测，微小的流星体以每秒数十千米的高速在太阳系内飞行，当它们进入地球高层大气时会与大气分子剧烈碰撞，导致流星体与大气分子的电子轨道向更高能态移动(激发)，甚至直接剥离电子(电离)产生电浆柱。这些处于激发态的粒子衰变时会以发射光子的形式释放出能量，这就是我们看到的流星。
而这种发生在上层大气的现象一般都距离地面数十千米以上。火流星在天空中划过的同时虽然也会产生音爆，但音爆到达地面时已经是看到火球数分钟之后的事情了。这种听起来像是大炮或是雷声的音爆经常在巨大火流星发生时被观测到。
另一方面，如果确实有声音与流星同时发生的话，与上述的音爆相比显然需要别的物理机制来解释。遗憾的是不仅机制尚且未知，观测到这种声音的例子也不多，而且声音形式各种各样并不一致。因此学术上经常被解释为心理效应或是与其他声音的混淆，更有的就单纯忽视掉这种让人怀疑的记录。
但是，对这种现象有兴趣的研究人员已经收集了数百份记录和证词，表现形式多种多样，例如：     。
- 听起来像是磨牙的声音（1706年12月1日， 托博尔斯克 ）
- 类似受惊的鸟儿起飞时振翅的杂音（1908年6月30日，坎斯克，通古斯大爆炸发生时）
- 像是把烟花射到空中去的“飕飕”的声音（1925年8月20日，流星研究员Astapovic）
- 飞机急转弯的声音（1933年8月8日，内布拉斯加州苏县陨石雨）
- 电线短路，或是镁急剧燃烧时发出闪光一样的激烈爆炸声（1937年夏天，阿什哈巴德）
- 汽车在潮湿的路面上行驶时，轮胎发出的声音（1969年9月28日，维多利亚州郊区，默奇森陨石坠落时）
- 先是高速形式的列车或是公共汽车发出的噪音，然后是电气线路的爆裂声（1978年4月7日，悉尼）
- 爆胎或是什么东西破碎掉的爆裂声（但是旁边的人什么都没有听见）（1978年4月7日，纽卡斯尔）
- 像是拖拉机牵着装满行李的拖车在农场行驶的声音（1989年，新南威尔士州郊区）
- 像是电动剃须刀的声音，但是只有1/3左右大小。还有像是篝火中的木柴燃烧时发出的噼啪声与飕飕的声音。（1990年，莫斯科东北300公里处）

对这种现象感兴趣的俄罗斯天文学家维塔利·亚历山德罗维奇·布朗斯坦(Виталий А. Бронштэн, Vitalii A. Bronshten)说，实际上，其中一些报道“不光是在看见火球之前就听到，而且正是这些声音才使得目击者注意到天空中的飞行物。 ”显然，全部用心理效应或是单纯的误听之类的主观原因来解释这些记录是说不通的。

### 低频无线电波解释
尽管有这么多难以忽视的报道，但是想要对其作出理论解释并不是一件容易的事情，尤其是这些现象都非常罕见且难以预测，因此难以确保在受控环境中的可重复性。凯伊推测一个人即使每天都在野外过夜，一生中大概也就只能听见一次这种声音。 此外，如果这种现象确实存在的话，只有电磁波能作为声音的合理传播手段，但是并未观测到流星产生出可见光之外的强电磁波。此外，电磁场或是电磁场的变化在自然环境中产生声音的的唯一突出示例是强靜電場产生的电晕放电声。
要从物理上证明流星音的存在虽然仍存在以上困难，但也不是完全没有头绪。 首先虽然并没有实际观测到流星产生的低频无线电波，但是也没有否认这种可能性。同时据报道，在核试验中，爆炸和地磁场相互作用产生的强烈低频电磁脉冲曾经使参加试验的士兵听到声音。 
柯林·凯伊在调查了1978年澳大利亚新南威尔士州巨大火流星事件中人们听到声音的证词后，于1980年提出一种被形容为磁性意大利面的理论，该理论认为火流星传递出来的是与人类听频范围恰好重合的低频无线电波。 
维塔利·A·布朗斯坦则进一步细化了凯伊的想法：从磁流体力学的分析上来看，当等离子体的电导率足够高时，地磁场的磁力线将会“纠缠”在等离子体流体上，湍流像意大利面一样将地磁力线卷入其中。结果虽然磁场会被加强，但是转瞬之后这种状态就会崩溃，同时产生数千赫频段的无线电波。具体来说，强磁场会存在数毫秒，当它崩溃时，其能量中的约千分之一会转换为无线电波。由于高速的流星粒子动能非常大，即使这些能量中只有极小部分能转换为声波，那么就“足以让人听见飕飕或嗡嗡的声音。” 。
根据分析，火流星等离子体的电导率必须足够高才能产生出上述效果，这使得火流星的大小存在一个阈值：其亮度下限为-12等，这几乎比得上满月的亮度。
火流星的电磁波音被大致分为两种，一种是能连续听见的杂音，另一种则是转瞬即逝的破裂音。除了凯伊和布朗斯坦的理论外，马丁·比奇（Martin Beech）等人在1999年提出一种理论，称转瞬即逝的破裂音是由强电磁脉冲造成的。根据该理论，在等离子体中传递的冲击波会剧烈地扩散电子从而在瞬间产生强电场。产生此类声音所需的火球亮度比磁性意大利面理论的要求要小，只需要-7等就行。
即使按照这些理论，火流星确实产生了电磁波，通常情况下人类也无法直接感知到可见光之外的波段。虽然有弗雷效应和经颅磁刺激之类的事例表明，微波以及强烈的磁场变化有时能直接作用于内耳道和大脑从而产生听觉，但是目前并没有理论和实验证明使用前述频段的电磁波也能达到同样的效果。凯伊等人为了验证在听频范围频段内的电磁波能否转换为声音，在隔音室内对采坐姿的被试者进行了实验。结果表明，在峰值160V/m并以4kHz频率变化的电场下，一部分被试者确实听见了声音。从这部分容易感知到声音的人的特征来推断，凯伊认为是头发或眼镜之类的随身物品充当了将电磁波转换为声音的换能器功能。

### 电磁波的监测与录下电磁波音
为了验证该理论，人们调查了是否真的有甚低频电波伴随火流星放射的案例。但是大颗的流星本身就很罕见，其中伴随放出电磁波的情况推测会更加稀少，因此一开始并没有多少事例被找到。1981年，日本的渡边尧等人在日语无线电杂志上提出首次报告，他写到在英仙座流星雨期间有短于1/5秒的电磁脉冲伴随-6等流星放出。 随后直到1993年才由比奇等人在观察了80个小时的流星群后确认有一例-10等火流星伴随有电磁波放出。  再之后随着对狮子座流星雨的观测，才有更多的甚低频电波接收事例被报告出来。  
1998年，克罗地亚团队Dejan Vinković等人在蒙古尝试对狮子座流星雨产生的电磁波与电磁波音进行录制。结果他们成功录下了-6.5等与-12等的两个火流星发出的声音，听起来都像是“乓”的一声，频率低于250Hz。他们同时还监测了频率高于500Hz的电波，但未能发现录下的声音与电波具有相关性。   以电磁波音为主题，Vinković等人在2002年发表了近百件系统性的调查结果。按照这些调查，许多只有-2等的流星也出现了电磁波音，这比之前的理论预测亮度要低了不少。
与此同时，别的研究中亦有记录表明，伴随有电磁波音的人造卫星坠落过程中发生了频率低于10Hz的地磁场变化。而在流星雨期间则检测出了数百Hz以下的电场变化与电磁波音具有相关性。这些事例都表明目前对于电磁波音产生机制的理解还相当不充分。
近年来的记录则主要由业余天文学家们做出，他们将VLF无线电探测与高灵敏度摄像组合进行了观测。而且，在2013年发生了伴随巨大爆炸的车里雅宾斯克超级火流星事件，对这次事件进行了详细分析的国际共同研究论文也提到了电磁波音的出现。比如一名电工在天上的流星最为闪耀的时候听见了仿佛是变压器的沉闷嗡嗡声，而一名司机则报告说在看见流星之前听见像是2架战斗机发出的轰鸣，还有物理学者听见如同油在滚热的煎锅上跳动一般的声音。但这三个人中没有一个人配戴能起到换能器作用的眼镜。而且当地电力公司预测会发生强烈低频电磁波浪涌（电磁脉冲）的迹象也并未出现。在因特网上收集到1674个人的目击情报则显示有198个人在看见火流星的同时听见了声音。

## 关于流星音的历史
自苏美尔时期以来就有关于流星音的记录出现。中国北宋朝代成书的新唐书中提到896年有一颗流星发出了鸟群飞过的声音。11世纪的阿拉伯半岛也存在记录有着“响亮的声音和耀眼光芒"的流星雨。 除此以外，虽然不清楚到底是电磁波音还是音爆，日本書紀中也记录有637年发生的火流星(天狗)产生了打雷一般的声响。
在古希腊的世界观里，亚里斯多德将流星解释为一种类似于天气的现象。一直到17、18世纪，人们依然对流星的真面目一无所知。当时理性主义与近代科学逐渐兴起，人们开始要求对于观测记录做出合理解释。因此到了17世纪下半叶，开始有人指出这种声音是从流星传播过来的说法很不合理。在1676年有一颗巨大火球从亚得里亚海横跨意大利飞向科西嘉海峡，著名天文学家愛德蒙·哈雷在1714年对其进行了研究。 这颗火流星在有的地方看起来甚至比月亮还要大，同时带有烟花一样的飕飕声，又有像大炮的声音，最后又变成像是马车在石头上驶过一样的嘎塔嘎塔声，这些声音一直持续了"一首弥撒曲的时间"。后两者一般被认为是音爆的效果。哈雷仔细研究了这颗流星的高度和速度，同时还分析了英国以及其他国家对这颗流星的观测，确认所有的观测都是对高于地面数十千米以上的现象所进行的，这便使他很难接受出现在类似意大利人的现场报告中火球会发出飕飕声的结果。1719年他在对英国皇家学会的报告里做出结论称，除了后面出现的嘎塔嘎塔声以及爆炸声以外，流星的声音“仅仅只是幻想的产物罢了“。 
1784年，即是军医又是皇家学会书记的查尔斯·布拉格登（Charles Blagden)对英国人观察到的1783年大流星进行了调查。不少人主张这颗流星发出了声音，布拉格登对此评论道，它们多半是“与烟火类似的外观所导致的幻觉，或是恐惧带来的想象“。不过因为类似说法相当多，他也说虽然不清楚这种现象是什么原因造成，但有可能是某种电气现象将这些杂音以远超音速的速度传递了过来，“应该留给以后的观测者来阐明”。 
在1833年里迎来了一个转机。这一年，狮子座流星雨在一小时之内就以数以万计的流星袭击了美国。直到这时，天文学家丹尼森·欧姆斯特德(Denison Olmsted)终于做出了正确的结论，即流星是从宇宙空间闯入地球大气层的小型物体。他仔细收集了对这场史上最大规模流星雨的目击报告，其中有许多报告详细记录了流星发出的声音，这些声音听起来像是玩具枪发出的"啪"的一声。出于这是某种电磁现象的可能性，欧姆斯特德怀着兴趣自行做了实验。可惜的是，当时对于电磁现象的理解仍然很有限。
到了19世纪下半叶，麦克斯韦建立起了电磁学，赫兹则证明了电磁波的存在，这就使得人们至少能推测流星音也许是电磁波带来的效果。瑞典裔美国地质学家约翰·奥古斯特·乌登(Johan August Udden)收集到有证词说1917年得克萨斯州目击到的火流星的声音“就像是地面物体发出来的一样，他认为原因是“以太波（即电磁波）撞到地面或是植物或是其他人造物之后一部分在空气中转换为声音而消散”造成的。陨石收藏家兼学者哈维·H·奈宁格 (Harvey·H·Nininger)也记录称1934年美国國家标准局的Elmer R. Weaver做出了同样的推论。另一方面，像是威廉·弗雷德里克·丹宁和查尔斯·威利（C. C. Wylie）这样具有代表性的流星学家则认为声音是一种心理效果。二战后，随着冷战的激化，这种现象引起了美国军方的注意，他们委托兰德公司进行调查。1963年，兰德公司做出了包含许多目击者亲身体验的报告，认为这种现象有较高可能性是地面静电场紊乱带来的放电现象所伴随的电晕放电声，或是电磁波造成的。 虽然这是一份最终报告，但是因为并未判定根本原因，陨石之声是一种心理效应的论点依然在研究者中占支配地位。
而在苏联情况则有所不同，既有像莱文（Борис Ю. Левин, Boris Yu. Levin)这样主张心理说的天文学家，也有人在探讨电磁现象的可能性。在这样的环境中，流星天文学家伊戈尔·C·阿斯塔波维奇（Ігор С. Астапович, Igor S. Astapovich）于1925年17岁的时候自己听见了火流星的声音。后来，他研究了与流星有关的各种现象，其中包括了从古代到当时的各种关于流星音的记录。这类记录的内容五花八门，无所不有，其中既有与14世纪的中国记录相同的“鸟群的振翅声”，也有“放在打开窗边的花儿”和“飘窗窗台上花卉的叶子”响了起来之类有趣的记录。  阿斯塔波维奇认为从这些记录来看，如果火流星亮度低于-9等那么就不会有声音产生。另外，伊万诺夫(В. В. Иванов, V. V. Ivanov)与梅德韦杰夫(Ю. А. Медведев, Yu. A. Medvedev)在1965年提出了一种基于流星尾巴导致的静电诱导与电晕放电声的理论。可惜的是在苏联进行的这些调查与理论并没能改变以心理效应为主导的全世界研究者的想法。

## 可能为电磁波音的其他现象
有报道称，强烈的极光会发出声音来，凯伊主张这正是电磁波音 。关于极光音的理论很多，例如由强电场造成的电晕放电声，但是并没有哪一个理论得到了公认。
除此之外，一些目前并不清楚原因，甚至连存在与否都让人怀疑的现象报告与电磁波音之间的关系也受到了关注。 这类报告包括：闪电的瞬间据说有“咔兹”的声音、紧接地震来临之前的声音、极端靠近地球的彗星发出的声音等等。

## 关于名称
电磁波音(electrophonic sound)这个单词在1937年被首次提出，提出者为心理学家斯坦利·史蒂文斯(Stanley S. Stevens)，意思是将电流直接流向头部所造成的音感，与流星之类产生的电磁波所导致的声音并无直接联系。1940年，跟随阿斯塔波维奇的电磁现象产生声音的理论，矿物学家兼诗人彼得·德拉维特(Пётр Л. Драверт, Pëtr L. Dravert)将伴随有声音的火流星称之为电磁波音火球(электрофонный болид, electrophonic bolide)。    electro-phon这个单词本身只是“电气-声音”的意思，从这点上来说并不一定能代表实际现象，但是目前在学术上这个词已经成为了固定用语。因此将作为流星音的electrophonic sound这个词翻译为接近实际现象的“电磁波音”。